# Deus misericordiae sempiternae
Deus misericordiae sempiternae ist das Incipit der Oration zum 2. Sonntag der Osterzeit, dem sog. Weißen Sonntag (Dominica II Paschae seu de divina Misericordia) im römischen Ritus.

## Text
Deus misericordiae sempiternae, qui in ipso paschalis festi recursu fidem sacratae tibi plebis accendis, auge gratiam quam dedisti, ut digna omnes intellegentia comprehendant, quo lavacro abluti, quo spiritu regenerati, quo sanguine sunt redempti.
Übersetzung im Deutschen Messbuch:

Barmherziger Gott, durch die jährliche Osterfeier erneuerst du den Glauben deines Volkes. Laß uns immer tiefer erkennen, wie heilig das Bad der Taufe ist, das uns gereinigt hat, wie mächtig dein Geist, aus dem wir wiedergeboren sind, und wie kostbar das Blut, durch das wir erkauft sind. Darum bitten wir durch Jesus Christus.
Übersetzung nach Alex Stock:

Gott ewigen Erbarmens, durch die Feier des Osterfestes selbst entfachst du immer neu den Glauben deines Volkes, vermehre die uns geschenkte Gnade, damit alle wirklich begreifen, mit welchem Wasser sie gewaschen, aus welchem Geist sie wiedergeboren, mit welchem Blut sie losgekauft sind.

## Geschichte
Der gültige Text der forma ordinaria weicht stark vom Vorgängertext der forma extraordinaria ab. Dieser lautete:

Praesta, quaesumus, omnipotens Deus: ut, qui  paschalia festa peregimus, haec, te largiente, moribus et vita teneamus.

„Wir bitten dich , allmächtiger Gott: Lass uns, die wir nunmehr am Ende der Osterfeier stehen, diese mit deiner Gnade in Benehmen und Lebenswandel beibehalten.“

Der Text drückt also den Wunsch aus, nach dem kalendarischen Ende (peregimus von lat. perago, ‚vollenden‘) des Osterfestes, dieses im alltäglichen Benehmen und Lebenswandel fortzuführen. Schon aufgrund des geänderten Kalenders konnte diese Formulierung nach der Liturgiereform nicht beibehalten werden: Das Osterfest endet demnach nämlich erst mit Pfingsten. Die geneuerte lateinische Version ist aber nicht nur inhaltlich angepasst, sondern auch inhaltlich stärker (nach Ansicht Alex Stocks: zu stark) aufgeladen.
In der deutschen Übersetzung des Deutschen Messbuchss von 1975 flaut die rhetorische Kraft und inhaltliche Konzentration demgegenüber ab:
- der „Gott ewigen Erbarmens“ (Deus misericordiae sempiternae) ist zum bloßen „barmherzigen Gott“ reduziert,[3]
- die plebs sacrata, also das „geheiligte Volk“ erscheint in der deutschen Übersetzung ohne Adjektiv,[3]
- das an das Osterfeuer gemahnende accendis („entfachen“, „entzünden“) hat an Metaphorik eingebüßt und ist zu „erneuern“ geworden: das Bild der vom Osterfeuer zu entfachenden Glaubensglut ist dabei verschwunden,[3]
- die neun Wörter der Bitte um die „Gnade des Begreifens“ (auge … comprehendant) werden schließlich im Deutschen zu „lass uns immer tiefer erkennen“ abgeschwächt,[3]

Der lateinische Text schließt mit einer fast katechisierenden dreifachen klimaktischen Anapher quo … quo … quo … (‚womit?‘, ‚wodurch?‘); das nachgestellte Hilfsverb sunt betont das letzte Glied der Anapher besonders stark. Der lateinische Text bezieht diese gewünschte Erkenntnis dann auf Wasser, Geist und Blut. Die deutsche Version behält die Anapher bei, greift jedoch in den Sinn des lateinischen Textes ein: statt ‚womit‘ übersetzt sie ‚wie …, wie …, wie …‘. Wasser (hier zur ‚Taufe‘ verengt), Geist und Blut erscheinen jedoch nun angereichert mit Adjektiven: heilig, mächtig und kostbar.